# 스콧 블룸
스콧 블룸(Scott Bloom, 1973년 7월 28일 ~ )은 미국의 배우, 연극 배우, 텔레비전 배우이다.
미국에서 태어났다.

## 영화
- 웰컴 투 마이 하트 (2010년)
- 스모킹 에이스 (2007년)
- 헬스 키친 (2005년)
- 왓에버 위 두 (2003년)
- 존 큐 (2002년)
- 돈스 플럼 (2001년)
- 밴디트 (1994년)
- 표류기 (1990년)
- 분노의 부정 (1990년)
- 제3의 공포 (1985년)